# Bombícids
Els bombícids (Bombycidae) són una família de lepidòpters glossats del clade Ditrysia. Inclou el cuc de seda (Bombyx mori) que es cria des de fa mil·lennis per obtenir la seda.

## Característiques
Tenen el cos (tòrax i abdomen) engruixat i pelut; el cap sol ser de mida reduïda. Tenen l'espiritrompa atrofiada. Els mascles normalment són més petits que les femelles, i posseeixen antenes pectinades amb aspecte plomós.

## Història natural
Les espècies que componen aquesta família són en general d'hàbits nocturns. Les larves teixeixen capolls amb seda de diferents qualitats.
Bombyx mori (el cuc de la seda) és l'espècie més coneguda de la família i l'única present a Europa. El seu origen és asiàtic (Xina), d'on va ser importada per a la seva cria en la indústria de la sericultura. L'espècie originària que ha donat lloc a Bombyx mori després de la seva cria durant mil·lennis és Bombyx mandarina.

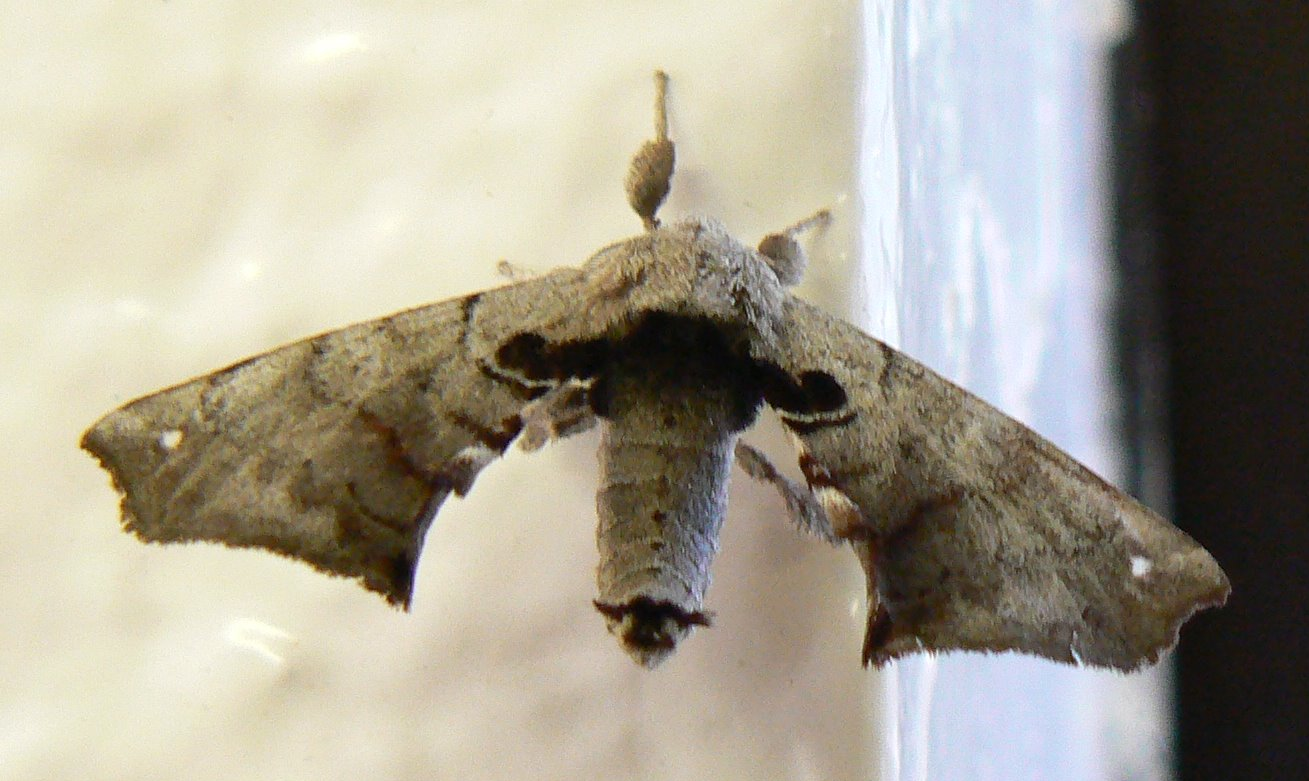
Apatelodes torrefacta
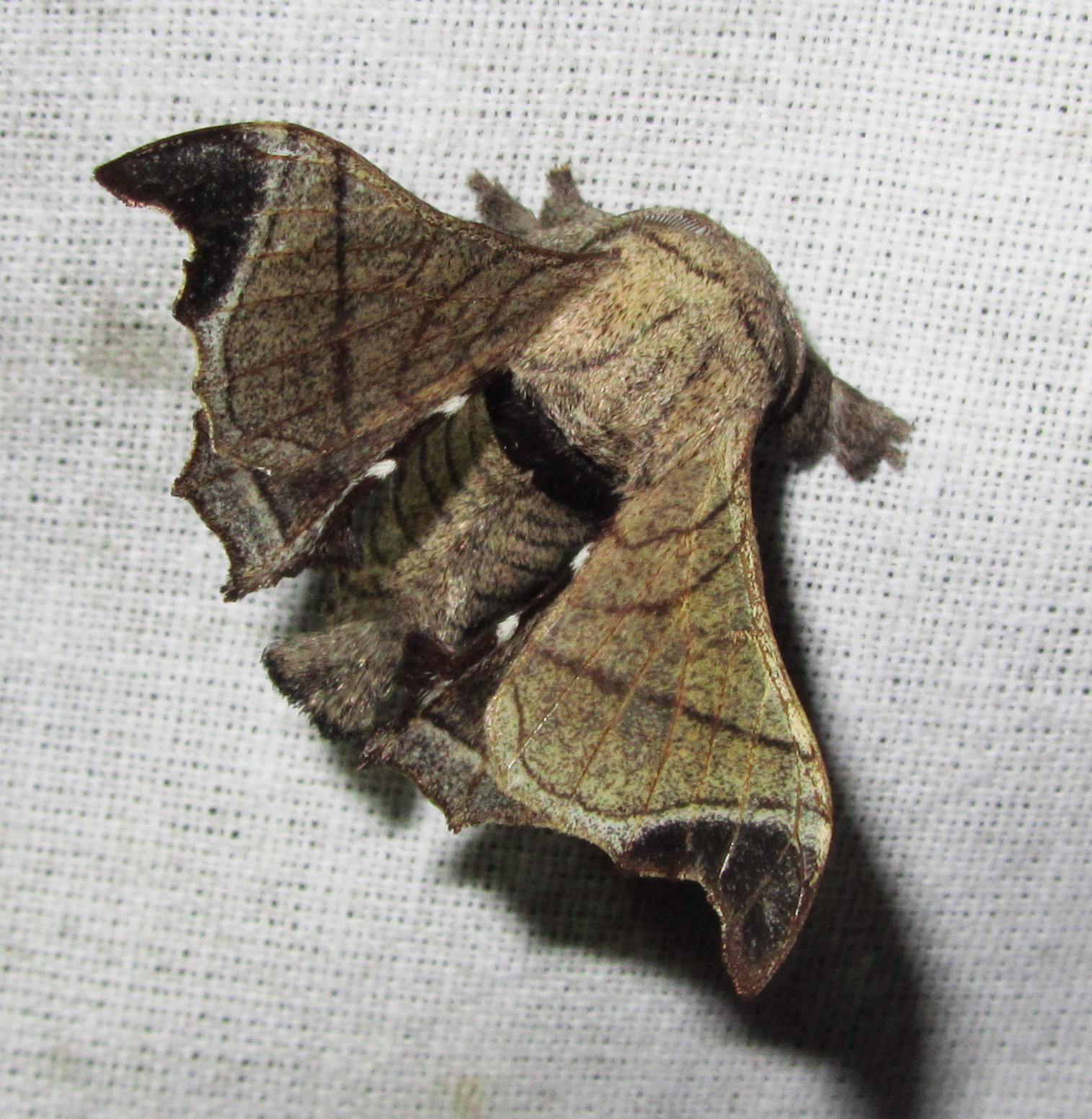
Bombyx huttoni
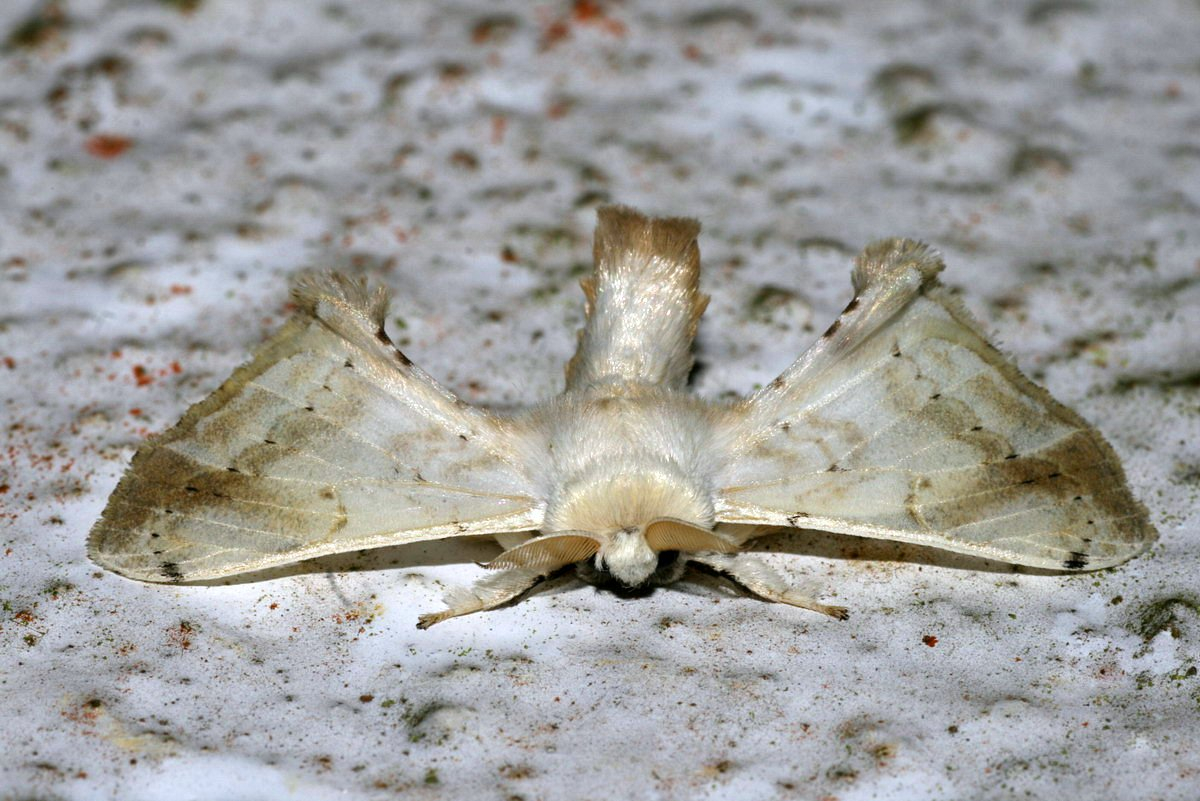
Ernolatia moorei
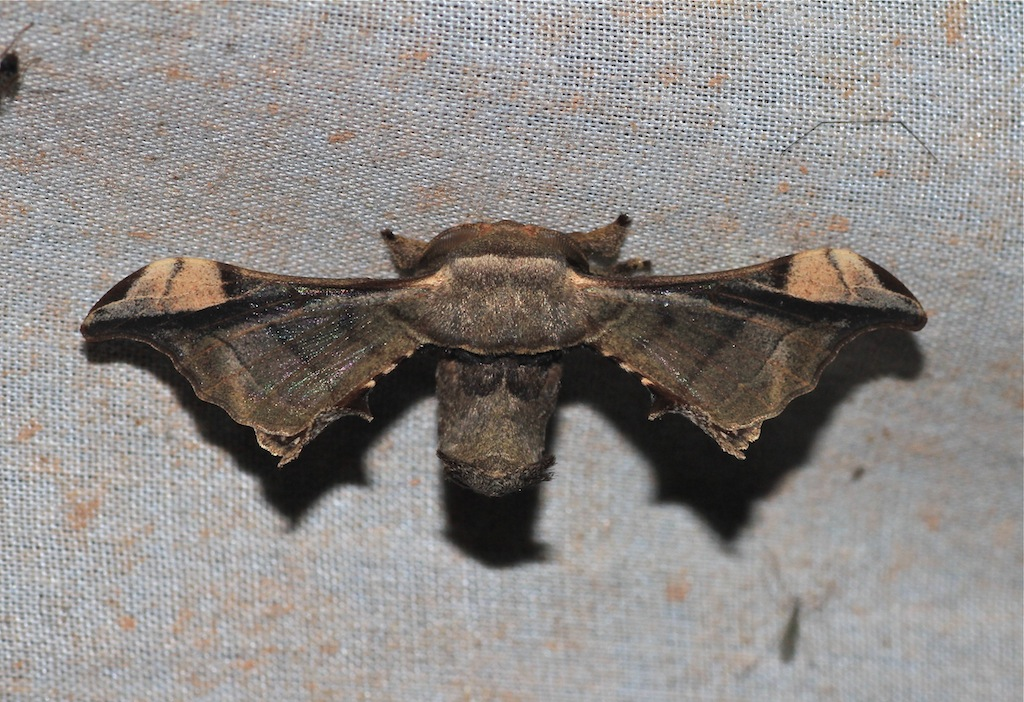
Gunda javanica
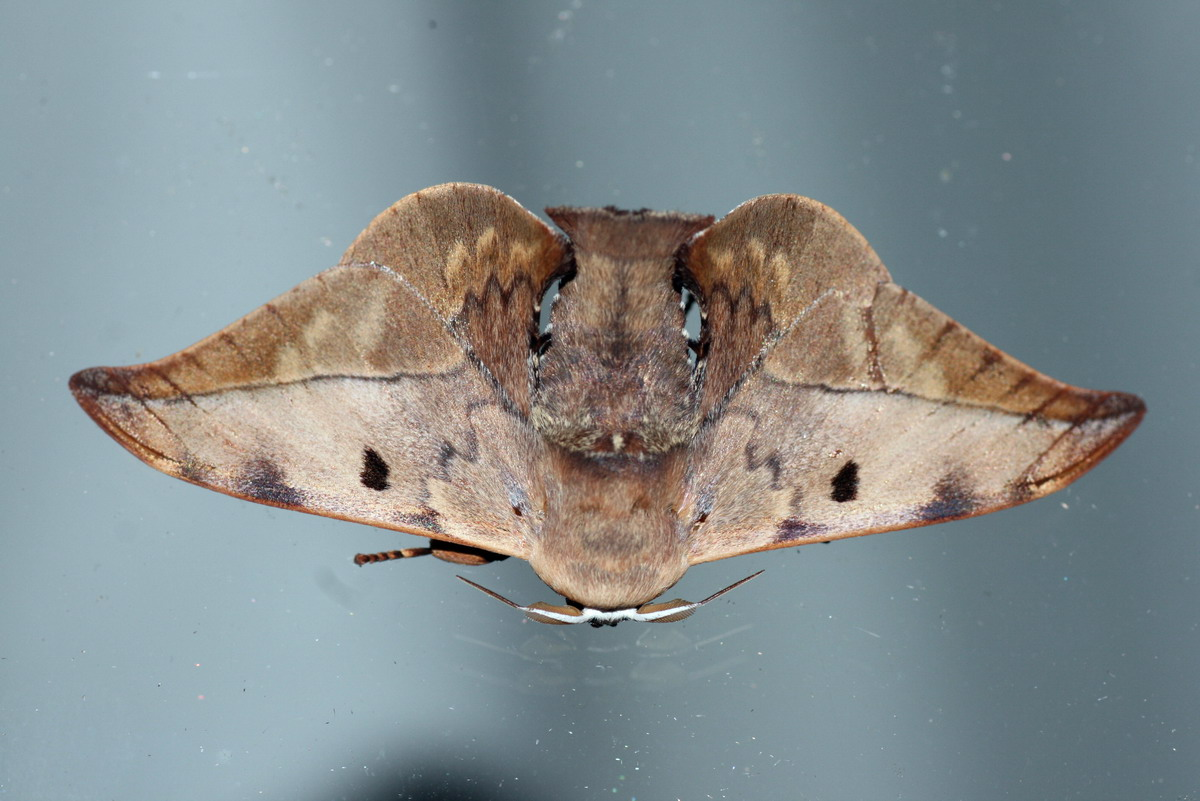
Mustilia dierli
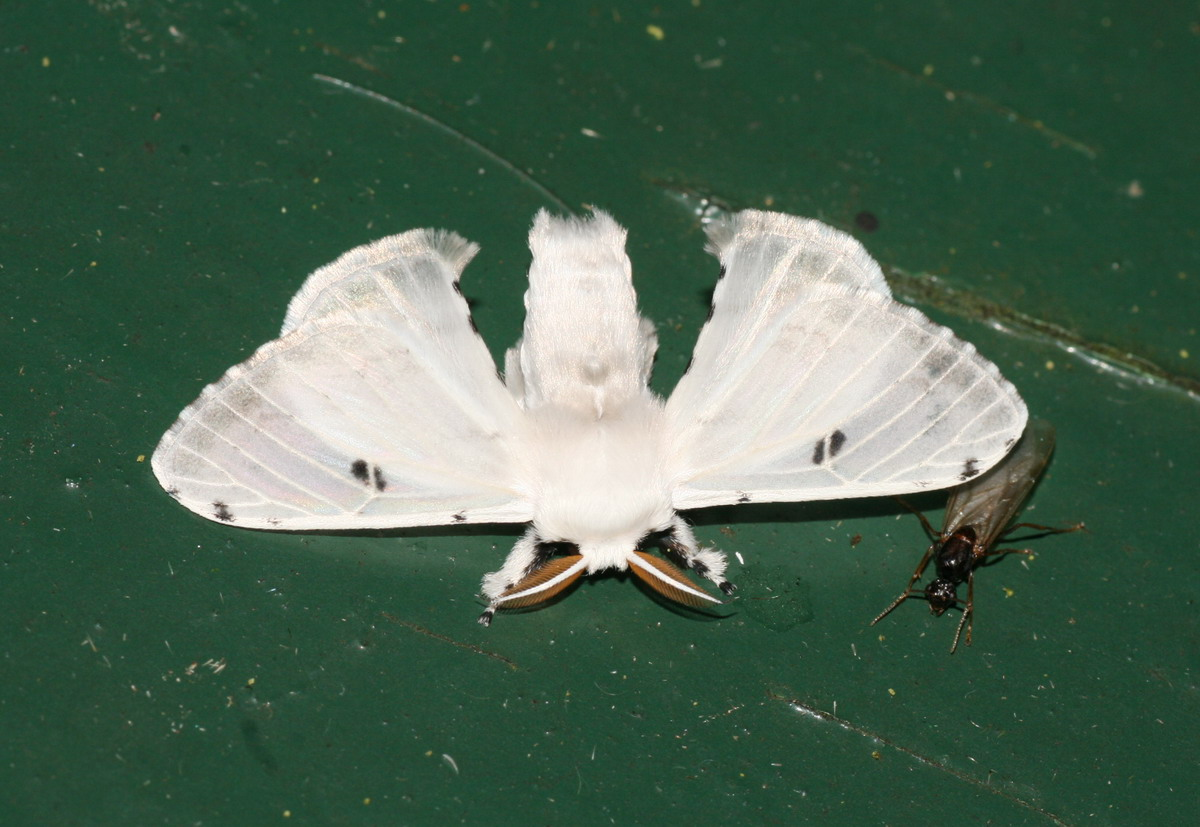
Penicillifera apicalis
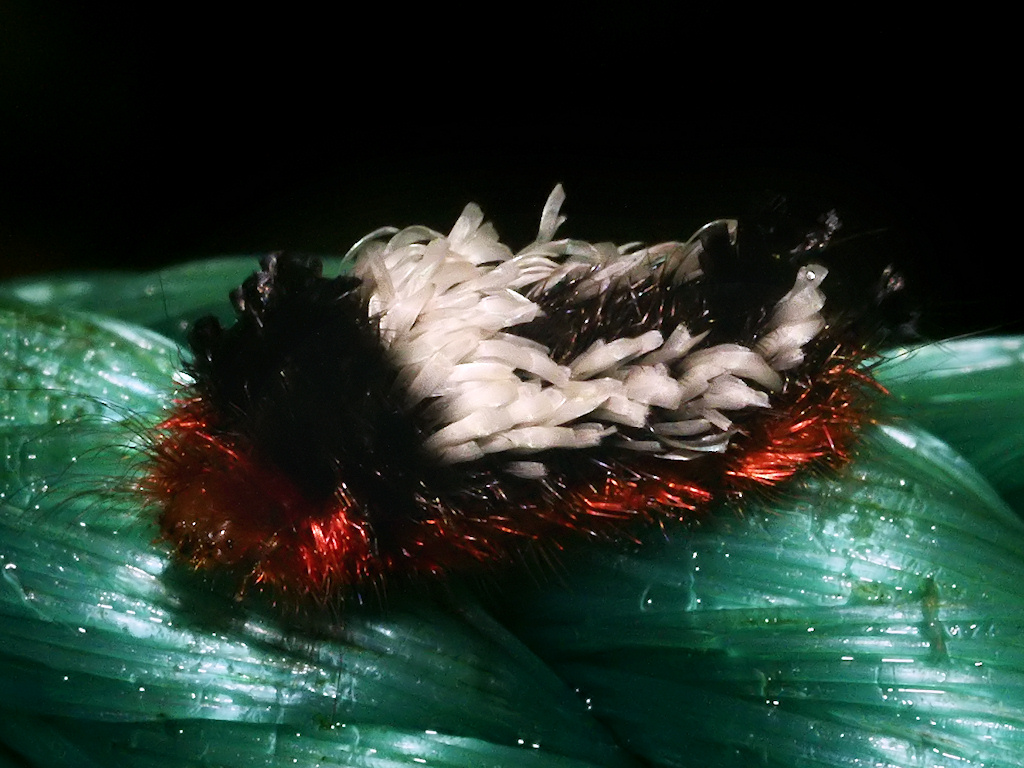
Prothysana felderi

## Gèneres[1]
- Agriochlora Warren, 1901
- Andraca Walker, 1865
- Anthocroca Butler, 1878
- Anticla Walker, 1855
- Apatelodes Packard,1864
- Aristhala Moore, 1878
- Arotros Schaus, 1892
- Astasia Harris, 1841
- Aza Walker, 1865
- Bivinculata Dierl, 1978
- Bombix Mabille, 1884
- Bombycites Latreille, 1817
- Bombyx Linnaeus, 1758
- Carnotena Walker, 1865
- Ceratophora Guenée, 1858
- Chazena Walker, 1869
- Cheneya Schaus, 1929
- Clenera West, 1932
- Clenora Swinhoe, 1899
- Colabata Walker, 1856
- Colla Walker, 1865
- Compsa Walker, 1862
- Dalailama Staudinger, 1896
- Deilelamia Pagenstecker, 1909
- Diversosexus Bethune-Baker, 1904
- Dorisia Möschler, 1883
- Drepatelodes Draudt, 1929
- Ectrocta Hampson, 1893
- Elachyophtalma Felder, 1861
- Ephoria Herrich-Schäffer, 1855
- Epia Hübner, 1820
- Ernolatia Walker, 1862
- Euphranor Oberthür, 1880
- Falcatelodes Draudt, 1929
- Gnathocinara Dierl, 1978
- Gunda Walker, 1862
- Hanisa Moore, 1879
- Hygrochroa Hübner, 1823
- Laganda Walker, 1865
- Mesotages Felder, 1874
- Microplastis Felder, 1874
- Minyas Savigny, 1816
- Moeschleria Saalmüller, 1890
- Mustilia Walker, 1865
- Mustilizans Yang, 1995
- Naprepa Walker, 1855
- Norasuma Moore, 1872
- Oberthueria Staudinger, 1892
- Ocinara Walker, 1856
- Olceclostera Butler, 1878
- Orgyopsis Felder, 1874
- Penicillifera Dierl, 1978
- Phiditia Möschler, 1883
- Prismosticta Butler, 1880
- Prothysana Walker, 1855
- Pseudandraca Miyata, 1970
- Pseudoeupterote Shiraki, 1911
- Quentalia Schaus, 1929
- Rolepa Walker, 1855
- Rondotia Moore, 1885
- Sorocaba Moore, 1882
- Spanochroa Felder, 1874
- Tamphana Schaus, 1892
- Tarchon Druce, 1887
- Tepilia Walker, 1855
- Thelosia Schaus, 1896
- Theophila Moore, 1862
- Theophoba Mell, 1958
- Thyrioclostera Draudt, 1929
- Trilocha Moore, 1860
- Triuncina Dierl, 1978
- Vinculinula Dierl, 1978
- Zanola Walker, 1855
- Zolessia Biezanko & Monne, 1968